# Осташкино (Владимирская область)
Осташкино — деревня в Александровском районе Владимирской области России, входит в состав Краснопламенского сельского поселения.

## География
Деревня расположена в 18 км на юго-запад от центра поселения посёлка Красное Пламя и в 24 км на северо-запад от города Александрова.

## История
В конце XIX — начале XX века деревня входила в состав Тирибровской волости Александровского уезда. В 1859 году в деревне числилось 4 дворов, в 1905 году — 9 дворов, в 1926 году — 17 дворов.
С 1929 года деревня входила в состав Старовского сельсовета Александровского района, с 1941 года — в составе Успено-Мухановского сельсовета Струнинского района, с 1965 года — в составе Александровского района, с 1969 года — в составе Искровского сельсовета, с 2005 года — в составе Краснопламенского сельского поселения.

## Население
| 1859 | 1905 | 1926 | 2002 | 2010 | 2021 |
| ---- | ---- | ---- | ---- | ---- | ---- |
| 39   | ↗94  | ↘92  | ↘0   | →0   | ↗21  |